# Dominique Grange
Dominique Grange (Lyon, 1940. –) francia énekes, dalszerző, az 1960-as évek eleje óta aktív.
A 68 májusi események hatására felhagyott korábbi munkáival, és az ellenállók számára kezdett dalokat írni. Később is folytatta politikai aktivizmusát, tagja volt a Gauche prolétarienne nevű maoista szervezetnek, és tevékeny szerepet vállal az egyenlőtlenség és az elnyomás elleni küzdelmekben mind a mai napig.
Dalai a munkások, a szegények, az elnyomottak hangján szólnak, rávilágítanak a társadalmi igazságtalanságokra, sokszor aktuális konfliktusokra reagálnak.
Házastársa Jacques Tardi képregényszerző. Négy közös gyermekük van: Diego, Oscar, Rachel és Lisa.

## Pályakép

### Első munkái
Dominique Grange már kamaszként elhatározta, hogy énekes lesz. Érettségije után Lyonból Párizsba megy, ahol dráma órákat vesz. Hamarosan főszerepet játszhat egy vígjátékban, és kisebb TV-szerepeket is kap, majd a bal part kabaréiban lép fel dalokkal. A yé-yé hullám hatására a lemezkiadók új tehetségeket keresnek. A Bel Air és a Temporel kiadó 1963 és 1967 között összesen négy kislemezét is rögzítette, melyeken már saját dalai is megjelennek. Eközben rádiós és TV-s szereplései is vannak, és egy franciaországi turnén vesz részt Guy Béart-ral.

### 68-as események, maoista mozgalom
Aktív résztvevője volt az 1968 tavaszán fellobbanó párizsi diák- és munkásfelkelés eseményeinek, amelynek hatására felhagyott minden korábbi tevékenységével, és a kibontakozó forradalom mellé állt. A bal part más elkötelezett énekesével (Leni Escudero, Évariste, Pia Colombo, Jean Ferrat, Maurice Fanon, Francesca Solleville stb.) együtt belépett a Sorbonne művészei által létrehozott Comité révolutionnaire d’action culturelle-be (CRAC, „kulturális forradalom akcióbizottság”), és elfoglalt egyetemeken, sztrájkban álló gyárakban, tüntetéseken énekeltek, ezzel segítve a küzdelmeket. Az általános sztrájk idején a sztrájkbizottságok kérésére vidéki körútra indult, hogy az elfoglalt gyárakban élénkítse a gyűléseket, lelkesítse a sztrájkoló munkásokat.
Grange több a forradalom eseményei által inspirált dalt írt, melyek nagyon népszerűek lettek az ellenállók körében, többet a tüntető tömegek is énekeltek. 1968 nyarán ezekből a dalokból önköltségen elkészítette első saját lemezét, melyet kereskedelmi forgalmon kívül, a sztrájkbizottságokon és az akcióbizottságokon keresztül értékesített (3 frankos darabáron).
1969-ben belépett a Gauche prolétarienne (GP, „proletár bal”) nevű maoista szervezetbe, és az établissement mozgalom hatására egy élelmiszercsomagoló üzemben „telepedett le” Nizza külvárosában. Itt írta az emblematikus Les nouveaux partisans (Az új partizánok) című dalát is, amely a forradalmi aktivisták himnuszává vált.
1970-ben egy rendelettel betiltják és erőszakosan üldözni kezdik a baloldali szervezeteket. A GP is illegalitásba szorul, de tevékenységüket tovább folytatják. 1971 novemberében Grange-t letartóztatják egy párizsi tüntetésen, és másfél hónapra egy női börtönbe kerül. 1972-ben csatlakozik a GP titkos szervezetéhez, a Nouvelle Résistance Populaire-hez (NRP, „új népi ellenállás”), és egészen 1975-ig rejtőzködni kényszerül.

### 70-es, 80-as évek
Már az 1970-es évek elejétől közreműködik több képregénymagazinnál fordítóként, szerkesztőként, később szerzőként is. A BD magazinnál ismeri meg későbbi férjét, Jacques Tardit, akivel több munkán is együtt dolgoznak.
1981-ben Hammam Palace címmel jelenik meg első nagylemeze. A borítójához Tardi (akkor már élettársa) készít illusztrációkat. Az album dalainak visszatérő témája az embertelen munka és az erőszak elítélése. A lemez eladása nem hoz túl nagy sikert.
1983-ban Grange és Tardi összeházasodnak. Négy gyermeket fogadnak örökbe Chiléből, tapasztalataikról Grange három könyvet is ír. 1993-ban létrehozzák az AFAENAC egyesületet, amely összefogja a Chiléből származó, adoptált gyermekek szüleit. Chilei civil szervezetekkel együttműködve programokat indítanak el, hogy Chile gazdaságilag elmaradottabb régióiban élő hátrányos helyzetű gyermekeken segítsenek.

### 2000-es évek
2004-ben dupla albuma jelenik meg L’Utopie toujours (Az utópia örök, szó szerint: „mindig”) címmel, szintén Tardi rajzaival. A dalok témája ugyancsak a lázadás, a száműzetés, a kizsákmányolás és kirekesztés.
2008 márciusában ismét albummal jelentkezik, amellyel – a 40. évforduló alkalmából – 68 májusára emlékezik. Ebben összefoglalja mindazokat a témákat, amelyek az elmúlt négy évtizedben foglalkoztatták: társadalmi küzdelmek, elnyomott kisebbségek, rasszizmus, nyomor, egyenlőtlenség, ellenálló vagy felszabadító népi mozgalmak, emlékezet, egy másik jövő reménye, forradalmi utópiák… Az album – Tardi ötletére – napvilágot lát könyv+CD formájában is, amelyben még több illusztráció jelenik meg a dalok szövegeihez kapcsolódva. Az egyik dal kifejezetten reflektál egy 68-hoz kapcsolódó korabeli diskurzusra, amely megpróbálja elhalványítani 68 kulturális jelentőségét és politikai örökségét. A dal címe az album címében is megjelenik: 1968-2008… N’effacez pas nos traces ! (Ne töröljétek el a nyomainkat!)
2009-ben készült el újabb albuma Des lendemains qui saignent (Vérző holnapok) címmel, melynek témája az első világháború. Ezt az albumot is kiadják könyv+CD formájában, de ebben Tardi illusztrációin kívül egy történész, Jean-Pierre Verney kommentárjai is helyet kapnak. Az együttműködésből egy műsor is születik, ahol a zenei produkció és a képek ezzel egyidejű vetítése mellett Grange narrálja is a dalokat. A műsort Franciaország szerte bemutatják.
Dominique Grange a mai napig folytatja politikai aktivizmusát, amely dalainak is gyakran aktualitást ad. A 2000-es évek eleje óta küzd a Confédération nationale du travail (CNT, „nemzeti munkásszövetség”, anarchoszindikalista szakszervezeti konföderáció) oldalán, gyakran lép fel koncerteken, szövegeiben a munkások törekvéseit fogalmazza meg. „Úgy gondolom, hogy a dalaim olyan fegyverek, amelyek képesek segíteni a harcokat, képesek elmondani, kifejezni olyan emberek érzéseit, tapasztalatait, akik nem tudják magukat kifejezni.”
A Notre Longue Marche (A mi hosszú menetelésünk – utalás a kínai Vörös Hadsereg hosszú menetelésére) című album 2013-ban jelenik meg. Ebben az albumban a legismertebb mozgalmi dalainak eredeti felvételeit adja ki újra, azokét, amelyek leginkább beleíródtak a kollektív emlékezetbe, maga is évtizedek óta játssza őket munkások és aktivisták körében, rendezvényeken és tüntetéseken: részei lettek a 68 utáni mozgalmi kultúrának.

## Zenéjének jellemzői
Dominique Grange mozgalmi zenéje egyszerű elemekből tevődik össze: Grange énekét egy – időnként két – akusztikus gitár kíséri, és időnként kórussal egészül ki, amely a tömeget reprezentálja.
A szövegek egyik legfőbb eleme, hogy összegyűjti a tüntetések, mozgalmak népszerű szlogenjeit. Egy példa erre, amikor a La pègre (Alvilág) című, 1968-ban íródott dal kórusában felhangzik ez a mondat: „Nous sommes tous les juifs allemands” („Mi mind német zsidók vagyunk”). Ezt a szlogent a tüntetők kántálták jelezve szolidaritásukat Daniel Cohn-Bendit-vel, akit „német zsidónak” titulált az ellenséges sajtó, hogy hiteltelenítsék szereplését. „Az establishment által a baloldali aktivistákra zúdított szitkok halmozása a dal szövegének legfőbb retorikai stratégiája. Az olyan jelzők, mint la pègre (alvilág) és la chienlit (zűrzavar, rendetlenség), a közös identitás forrásaként értékelődnek fel”. A szlogenek beépítése a dalszövegekbe segít fenntartani a mozgalom eszményeit a kollektív emlékezetben. Amikor ez a rész csendül fel a kórusban: „A bas l’état policier” („Le a rendőrállammal”), az aktiválja a szlogen jelentését: a kórussal együtt énekelve „artikulálódik – és újraéled – az eszme, amelyet a szlogen támogat”.
A GP afféle himnuszává vált Les nouveaux partisans (Az új partizánok) címe és refrénje utal a francia ellenállás idején született és a baloldali mozgalmak körében később is népszerű Partizándalra. A refrén dallamának eleje viszont az Internacionálé első sorát idézi fel: a ritmus (negyedértékű felütés után pontozott negyed, ami nyolcadokban folytatódik) és a dallamvonal (kvart ugrás az alaphang oktávjára, majd ereszkedő dallam) kisértetiesen hasonlít a két dalban, ami egy újabb kapcsolódási pontot jelez Grange szerzeménye és a munkásmozgalmi dalok hagyománya között.
A Les nouveaux partisans szövege elsősorban a munkások érzésvilágát, mindennapjait és nyomorát jeleníti meg, mindvégig egy alapvető ellentétet tételezve: az egyik oldal a munkásosztály és szövetségeseik, a „nép tábora”, a másik pedig a burzsoázia, a főnökök és szakszervezeti vezetők, és az elnyomó hatalom. A munkásélet viszontagságait bemutatva lehetőséget ad a munkások számára is a dal átélésére, miközben a harcra, az ellenállásra való felhívás mozgósít is. E kettősség szoros egysége Grange dalainak legfőbb funkciója: egyszerre szól annak a közegnek a nyelvén, amely számára íródik, viszont egyszerre ad az adott közeg számára lehetőséget, hogy az éneklésben átélje a közösség összetartozását, és erőt kapjon az ellenálláshoz. A dalok többszöri újrakiadásával, feldolgozásával, folyamatos előadásával pedig fenn is tartja a 68-ban gyökerező mozgalmi hagyományt.

## Diszkográfia

### Kislemezek
- 1964 Je ne suis plus ton copain (La Lettre) – Il y avait toi – Même si c’est vrai – Pardonne-moi. Bel Air (211 108)
- 1964 Cinq-en-tin (Le Chien) – Deux ombres sur la plage – Je ne suis pas prête – Les Yeux dangereux. Bel Air (211 133)
- 1964 Si le soleil s’en va – Tu voudrais danser avec moi – Moi j’ai appris ton nom – Les « ni froid ni chaud ». Bel Air (211 179)
- 1967 Les Jeanne d’Arc – À cet enfant – Les Orties sont en fleurs – Panurge. Temporel (DG 0001)
- 1968 La Pègre – Grève illimitée – Chacun de vous est concerné – À bas l’État policier. D. Grange saját kiadása, majd: Expression Spontanée (S 17 789)
- 1969 Nous sommes les nouveaux partisans – Cogne en nous le même sang. D. Grange saját kiadása, majd: Expression Spontanée (N° 2)
- 1977 Pousse, Jeannot (Pousse Sur Ton Vélo) – J’vais lui coller un pain. Vogue (12 146)
- 1981 Gueule noire – Bavure. Celluloïd/Vogue (VG 108 106 407)

### LP-k
- [é. n.] Chansons de Mai 68 (közösen a Les Barricadiers-rel). Expression Spontanée (ES 68 DM 130)
  - La Pègre – Grève illimlitée – Chacun de vous est concerné – À bas l’État policier – Cogne en nous le même sang – Les nouveaux partisans
- 1981 Hammam Palace. Celluloïd/Vogue (529801)
  - Hammam Palace – Un monde sans musique – Bavure – Blues de novembre – Soirée paisible sur la banlieue – On achève bien les chevaux – Les Anges de la mort – Un jour à faire sa valise – Gueule noire – Bien profond

### CD-k
- 2004 L'Utopie toujours. Édito Musiques/Mélodie (DG 01-02)
  - CD 1: Bavure – Gueule noire – La Voix des prisons – Hammam palace – Le Vieux – Soirée paisible sur la banlieue – Les Anges de la mort – On achève bien les chevaux – Un jour à faire sa valise
  - CD 2: La Pègre – Grève illimitée – Chacun de vous est concerné – À bas l'état policier – Les nouveaux partisans – Cogne en nous le même sang – Tous ces mots terribles – Les Nouveaux partisans (rövid változat)

- 2004 Droit D'Asile (single). Édito Musiques (DG 03)

- 2013 Notre Longue Marche (válogatás az eredeti felvételekből). Juste une Trace (AMOC 840814628191)
  - N'effacez pas nos traces ! – La pègre – Grève illimitée – Dégage ! Dégage ! Dégage ! – La Commune est en lutte – Pierrot est tombé  – Cogne en nous le même sang – Entre océan et cordillère – Les rivières souterraines – Au ravin des enfants perdus (Chanson pour Vauquois) – Laisse-moi passer, sentinelle ! – Le déserteur – Les nouveaux partisans – Chacun de vous est concerné – Gueule noire – Les anges de la mort – Droit d'asile – À bas l'État policier ! – Toujours rebelles, toujours debout !

### Könyv+CD
- 2005 Le Cri Du Peuple. Chansons de la Commune 1871. (ének: D. Grange, Francesca Solleville, Serge Utgé-Royo, Bruno Daraquy). Édito Musiques/Casterman ISBN 2-203-39909-0
  - Limitált kiadás, együtt forgalmazták J. Tardi Le Cri Du Peuple c. képregényével.
- 2008 1968-2008… N’effacez pas nos traces ! Juste une Trace (AMOC 092036842313)
  - Grève illimitée – Chacun de vous est concerné – Pierrot est tombé – La Commune est en lutte – Le Sang – Entre océan et cordillère – Petite fille du silence – Les Rivières souterraines – Paris, ce printemps là – Toujours rebelle, toujours debout ! – Le Temps des cerises – Droit d'asile – La Pègre – Les nouveaux partisans – N'effacez pas nos traces !
  - A CD J. Tardi rajzait tartalmazó könyvvel is megjelent, amihez a bevezetőt Alain Badiou írta: 1968-2008… N’effacez pas nos traces ! Juste une Trace/Institut des Métiers de la Musique/Casterman ISBN 978-2-203-01529-6

- 2009 Des lendemains qui saignent. Juste une Trace (AMOC 183147953424)
  - Petits morts du mois d’août – Au ravin des enfants perdus (Chanson pour Vauquois) – La Chanson de Craonne – Laisse-moi passer, sentinelle ! – La Butte rouge – O Gorizia – La Grève des mères – Tu n’en reviendras pas – Le déserteur – Fraternité
  - A CD J. Tardi rajzait és Jean-Pierre Verney szövegeit tartalmazó könyvvel is megjelent: Des lendemains qui saignent. Juste une Trace/Institut des Métiers de la Musique/Casterman ISBN 978-2-203-02647-6
- 2016 Le Dernier Assaut (J. Tardi rajzait tartalmazó könyvvel). Juste une Trace/Casterman (CAST 01/1)

### Könyv+LP
- 2018 Chacun de vous est concerné (J. Tardi rajzait tartalmazó könyvvel). Juste une Trace/Casterman (CAST 02/1)
  - La pègre – Chacun de vous est concerné – Grève illimitée – Pierrot est tombé – Gueule noire – Toujours rebelles, toujours debout ! – Les nouveaux partisans – Les rivières souterraines – À bas l'État policier ! – Requiem pour les abattoirs – N’effacez pas nos traces !

## Fordítás
- Ez a szócikk részben vagy egészben  a   Dominique Grange című francia Wikipédia-szócikk ezen változatának fordításán alapul.  Az eredeti cikk szerkesztőit annak laptörténete sorolja fel. Ez a jelzés csupán a megfogalmazás eredetét és a szerzői jogokat jelzi, nem szolgál a cikkben szereplő információk forrásmegjelöléseként.